# Памятное (Тюменская область)
Памятное — село Ялуторовского района Тюменской области России. Административный центр Памятнинского сельского поселения.
Село находится на берегу реки Тобол недалеко от места впадения Исети. 

## История
Название происходит, возможно, от первых поселенцев. 
История села тесно связана с родом Оболенских. 

Выдержка из книги о биографии рода Оболенских. 
В 1843 году из Туринска в Ялуторовск перевели двух ссыльных декабристов – Ивана Ивановича Пущина и  Евгения Петровича Оболенского. Поселились они на квартире в доме купца Бронникова.
В доме в услужении у И.И.Пущина состояла очень некрасивая рябая двадцативосьмилетняя девушка. И, к ужасу Пущина, его друг Евгений Петрович Оболенский- потомок Рюриковичей, представитель княжеского рода, пожелал соединить свою судьбу с вольноотпущенной крестьянкой из с. Памятное.
Пущин, возмущенный сим обстоятельством, отказал девушке в месте. Однако вслед за ней съехал и князь. Друзья, да и все окружающие очень долго уговаривали Евгения Петровича не скреплять отношения с простой крестьянкой супружескими узами. Оболенский же, однажды решив для себя этот вопрос, был неумолим. И в 1846 году в Сретенском соборе Ялуторовска пару венчал протоиерей Стефан Яковлевич Знаменский.
Спустя год после скандального венчания, теперь уже княгиня Оболенская — научилась читать и держалась, по словам декабриста Степана Семенова, «уже настолько прилично, что отвернувшиеся было от Оболенского декабристы стали принимать ее у себя и сами бывали у молодых». Евгений Петрович оказался очень хорошим мужем. Он был почти вдвое ее старше, но относился к ней почтительно. Молодая княгиня слыла довольно умной и деликатной: она не вникала в философские и политические беседы декабристов, зато пекла вкусные пироги, делала хорошее шипучее вино и содержала дом в уюте чистоте.
Супруга родила Евгению Петровичу восьмерых детей. К сожалению, лишь Ваня, Петя и Оля дожили до совершеннолетия.
После возвращения из Сибири семья поселилась в Калуге и дожила до того времени, когда Оболенским были возвращены их титулы. Сначала титулы князей и княжон были присвоены детям, потом жене и в последнюю очередь самому Евгению Петровичу Оболенскому.
26 февраля 1865 года Евгений Петрович Оболенский умер. Его жена прожила без малого еще тридцать лет, похоронив всех своих детей, и умерла в 1894 году…
Сейчас Памятнинская крестьянка вписана в родовую книгу российского дворянства в самую почетную шестую ее часть как княгиня Оболенская.

## Население
| 2010 | 2014  |
| ---- | ----- |
| 869  | ↗1145 |

## Инфраструктура
- ФАП
- Школа